# Itarantim
Itarantim é um município brasileiro no interior do estado da Bahia.
Foi fundada em 15 de junho de 1946 como Nova Esperança e, posteriormente em 1961, passou a chamar-se Itarantim.

## História
O município surgiu com a chegada de viajantes nas extensões do território que viria a se tornar Itarantim. Estes viajantes se instalaram e dedicaram à agropecuária, que viria a se tornar a principal atividade econômica da região. Entre esses é importante ressaltar o Sr. Manuel Rodrigues, que vendeu para Antônio Guedes Alcoforado parte de suas terras para construir um arraial, com o objetivo de iniciar a construção de residências e instaurar ali um comércio.
Inicialmente denominado zona das Três Pontas, no Município de Macarani, o arraial se iniciou a partir de uma rancharia, uma pequena casa comercial e um educandário, sendo este último originalmente conduzido pelo Professor Antônio Guedes Alcoforado, que dava aulas aos alunos da localidade e da vizinhança.
O então prefeito Athanásio Silva Neto solicitou que fosse feito um abaixo-assinado a ele dirigido, que posteriormente seria conduzido para a Câmara. Nesta, foi sancionada a Lei de Deferimento a concessão ao Arraial marcar a primeira feira, datada em 15 de junho de 1946. Neste mesmo ano, as primeiras casas foram estruturadas, atraindo, assim como a feira, moradores das imediações. O mercado e os negócios ali implantados tornaram a localidade de arraial Nova Esperança a futura Itarantim.
O arraial foi elevado à condição de distrito e, assim, ficou sob jurisdição da comuna da Encruzilhada, à qual também pertencia Macarani. Quando esta última foi emancipada, Nova Esperança passou a ter sua própria jurisdição. Destaca-se que o nome desta foi sucedido por Diadema de Pedra, nome em homenagem a uma grande pedra que margeia a sede da cidade à oeste, afamada como Pedra de Três Pontas. Em 21 de março de 1961, o distrito de Itarantim foi emancipado do município de Macarani. Com isto, Paulo Martins de Almeida tornou-se o primeiro prefeito da cidade, tomando posse dois anos depois, em 7 de abril de 1963.

## Economia
O município é conhecido pela produção de queijo e de cachaça, sendo sua economia baseada na agropecuária leiteira, de corte e comércio. É inegável a influência histórica na economia do município, uma vez que Itarantim foi fundada a partir da instauração do comércio em propriedades do município de Macarani. Neste, inicialmente Nova Esperança, foram criados casa comercial, casa de tecidos e chapéus, olaria, açougue, entre outros.
Segundo pesquisa realizada em janeiro de 2022, as três atividades que mais empregam são administração pública em geral, fabricação de calçados e fabricação de laticínios. Entre os setores econômicos da cidade, também se destacam as atividades de fabricação de laticínios e criação de bovinos para leite.

## Limitações
Itarantim, sendo um município desmembrado do município de Macarani em 1961, delimita-se com os seguintes municípios: Maiquinique, Potiraguá, Itapetinga, Itapebi, Salto da Divisa-MG  e Jordânia-MG.

## Geografia
Em comparação com a população no Estado, Itarantim ocupa o 182º lugar de 417º, e na região geográfica imediata, 3º lugar de 6º.
A população da cidade de Itarantim conta com população relativamente jovem, sendo a faixa etária de 14 à 29 anos a mais predominante na região.